# Simkó Tibor
Simkó Tibor (Pozsony, 1931. február 8. – Pozsony, 1998. április 10.) szlovákiai magyar költő, író, műfordító.

## Élete
Gimnáziumi tanulmányai megszakadtak, 1951-ben érettségizhetett Komáromban.
Több munkahelyet követően végül A Hét című folyóirat munkatársa volt. Szabadfoglalkozású író, elbeszélések mellett verseket, gyermekverseket írt.
A Szlovákiai Magyar Írók Társasága 2013-tól kétévente adja át a Simkó Tibor-díjat azoknak a szlovákiai magyar alkotóknak, akiknek tevékenysége jelentős a gyermekirodalom terén.
Verseit számos zenei előadó megzenésítette, mint pl. Halász Judit, Kaláka és a Lyra zenekar

## Művei
- versek a Fiatal szlovákiai magyar költők antológiában (1958)
- Pólusok (versek, 1967)
- Karcsi kacsa kalandjai (verses mese, 1973)
- Tikirikitakarak (gyermekversek, 1977, 1983, 1991, 2004)
- Akkor tavasszal. Kívülünk, bennünk; Madách-Posonium, Pozsony, 2000 (elbeszélés)